# Me laisse pas m'en aller
Singles de Daniel Balavoine
Lucie
(1978) Dancing Samedi
(1979)
Pistes de Face amour / Face amère
Toi et moi
(2) Love Linda
(4)
Me laisse pas m'en aller est une chanson écrite, composée et interprétée par Daniel Balavoine pour l'album Face amour / Face amère paru en 1979.

## Histoire
Premier extrait de l'album à paraître en single, Me laisse pas m'en aller rencontre un succès commercial modeste avec plus de 80 000 exemplaires vendus. Elle avait pourtant été construite sur le même moule que Le Chanteur, qui s’était écoulé à plus de 500 000 exemplaires.